# Prima guerra punica
La prima guerra punica (264 - 241 a.C.) fu la prima delle tre guerre combattute tra l'antica Cartagine e la Repubblica romana.
Vero e proprio esempio di guerra di logoramento, durò oltre 20 anni e vide le due potenze scontrarsi per acquisire la supremazia nel Mar Mediterraneo occidentale, principalmente combattendo in Sicilia, allora ricchissimo centro dei commerci marittimi del Mediterraneo e politicamente suddivisa tra più potenze. La Repubblica romana risultò vincitrice al termine della guerra e impose a Cartagine pesanti sanzioni economiche.
La serie di guerre tra Roma e Cartagine furono chiamate dai romani "guerre puniche", dal nome in latino con il quale venivano chiamati i cartaginesi: Punici, derivato da Phoenici, in riferimento alle origini fenicie del popolo.

## Contesto storico

### La situazione precedente al conflitto

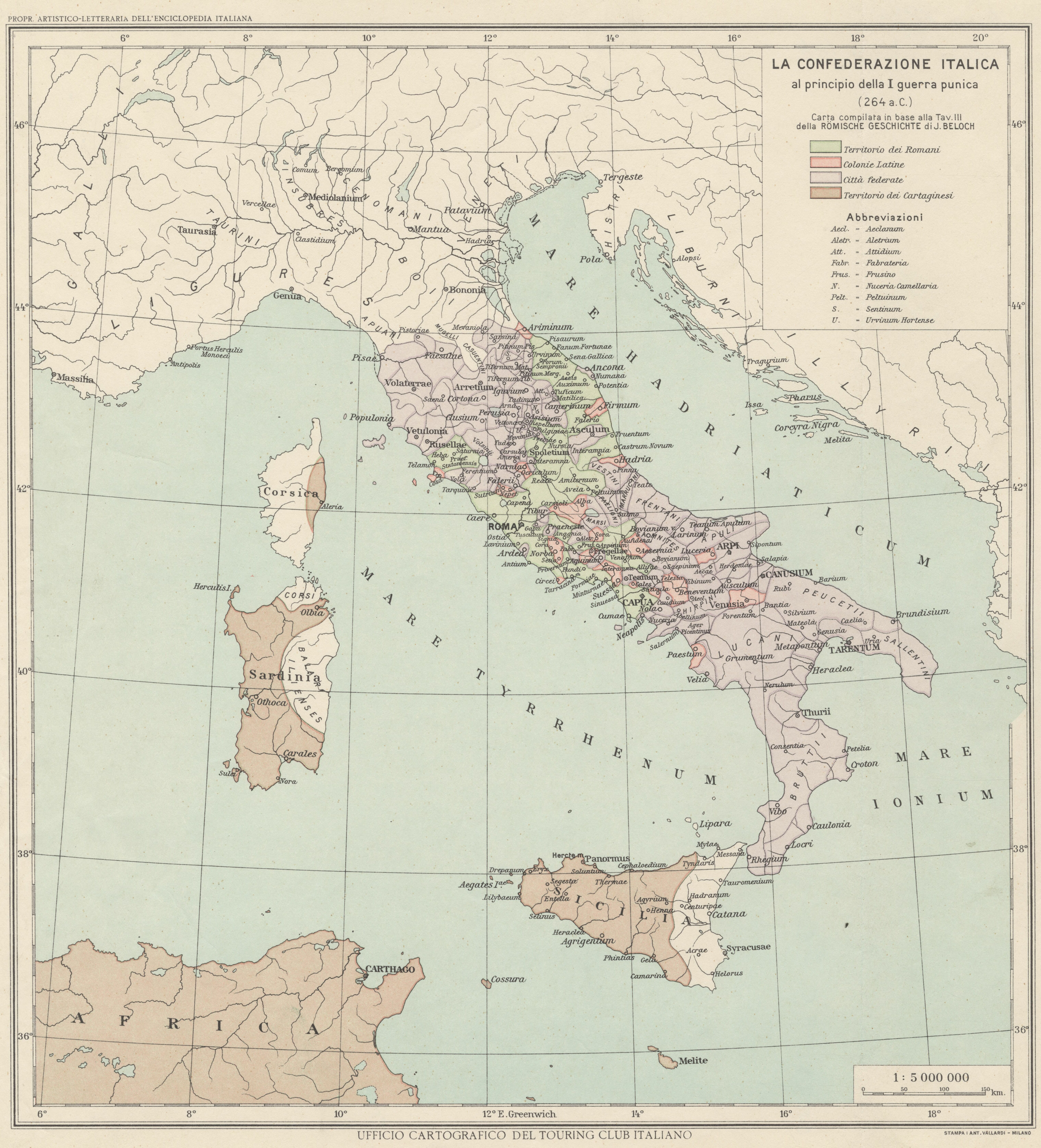
Mappa della situazione all'inizio della guerra

#### Roma
Nel 280 a.C. Roma era in una condizione di vittoriosa espansione. Dopo secoli di conflitti e ribellioni, l'intera penisola italiana a sud dell'Appennino Tosco-emiliano era strettamente controllata dalle forze romane; tutti i nemici prossimi come gli Etruschi, i Sabini e i Volsci erano stati sconfitti. I Marsi, gli Apuli e i Vestini erano federati o alleati. I Galli Senoni erano stati fermati al Piceno (attuali Marche). Roma aveva stretto accordi di alleanza o di non-interferenza con varie popolazioni italiche e colonie greche dell'Adriatico come Ancona (aiutata contro i Galli). Operazioni di consolidamento si stavano effettuando soprattutto nei territori del sud appena entrati nell'orbita della Repubblica. Roma era abituata al successo e riponeva un'enorme fiducia nel suo sistema politico e nel suo esercito.
Per contro non possedeva, in pratica, una vera Marina e per i commerci si affidava soprattutto agli Etruschi e ai Greci. Le guerre sannitiche avevano portato Roma a cercare di accerchiare il Sannio con l'alleanza degli Apuli (in Puglia) e una politica di controllo dei territori a stretto contatto con le colonie greche del Mar Ionio fra cui Tarentum. I tarantini, in lotta con Thurii che aveva chiesto aiuto a Roma, dal momento che la loro fragile coalizione con Sanniti, Bruzi e Lucani non riusciva ad aver ragione delle forze romane, si risolsero a chiedere aiuto a Pirro, re dell'Epiro.

#### Pirro
Pirro aveva perso il trono nel 302 a.C. ed era stato mandato quale ostaggio alla corte egiziana di Tolomeo I Sotere. Questi nel 297 a.C. lo aiutò a rientrare nel suo regno. Nel 295 a.C. sposò la figlia di Agatocle di Siracusa. Chiamato dalla città greca di Taranto contro Roma che aveva rotto un trattato, giunse in Italia nel 280 a.C. con un esercito di 25500 uomini e 20 elefanti da guerra. Dopo aver vinto la battaglia di Heraclea e quella di Ascoli di Puglia, giunse in Sicilia per aiutare i sicelioti a combattere contro i cartaginesi, ma i suoi stessi alleati lo tradirono, poiché vedevano in lui un futuro dominatore. Tornato in Italia, nel 275 a.C. venne sconfitto dai Romani a Maleventum, ribattezzata dai vincitori Beneventum per il buon esito dello scontro, e si ritirò in Grecia dove morì. Nel 272 a.C. Roma ottenne Taranto, quindi completò l'occupazione della Calabria, e in seguito anche della Puglia.

#### Siracusa
Siracusa, fin dall'inizio del V secolo a.C., con l'affermazione al potere della Dinastia dei Diomenidi, alla quale apparteneva il Tiranno Gerone I, era diventata una potente polis che, dopo aver sottomesso tutte le poleis della Sicilia sud-orientale, controllava tutte le altre città siceliote ad eccezione di Akragas. Di questa prima fase storica è la Battaglia navale di Cuma del 474 a.C. che vide i siracusani sconfiggere pesantemente gli Etruschi che dovettero rinunciare definitivamente alla loro espansione sull'Italia meridionale peninsulare.
A metà del V secolo a.C., tra il 459 a.C. e il 450 a.C., la potenza siracusana dovette affrontare la rivolta dei Siculi guidati da Ducezio. Fin dall'inizio delle migrazioni elleniche, i Siculi avevano ritirato le loro roccaforti nell'interno della Sicilia ma costituivano la gran parte della popolazione residente nelle varie poleis come Siracusa, Messana, Catania e Naxos. Pur essendosi le due etnie (sicula ed ellenica) ormai fuse insieme, la popolazione delle città siceliote era suddivisa in due classi sociali: i Gamoroi, discendenti dei primissimi colonizzatori, che costituivano l'aristocrazia e i molto più numerosi Killichirioi, cioè Siculi e coloni Ellenici di migrazioni tardive, che erano semplici lavoratori che non avevano diritti politici e che vivevano in una condizione di quasi discriminazione etnica. La rivolta dei Siculi ebbe quanto meno il risultato finale di porre fine a questa discriminazione e, anche se venne sconfitto, lo stesso Ducezio ricevette dai vincitori l'onore delle armi acquisendo il diritto a fondare alcune colonie nella Sicilia settentrionale come Kalè Aktè.
L'ormai definitiva fusione tra Siculi e Greci di Sicilia venne definitivamente sancita, pochi anni dopo, in occasione del Congresso di Gela del 424 a.C., al quale parteciparono i delegati di tutte le poleis siceliote, dei Siculi e dei Sicani, che sancì il principio "né Dori, né Ioni ma Siciliani" che fu di vitale importanza per fare fronte comune e respingere valorosamente, sotto la guida del condottiero siracusano Ermocrate, la Spedizione ateniese in Sicilia.
Passati alcuni anni, dopo la morte di Ermocrate, tra la fine del V secolo e l'inizio del IV secolo a.C., Dionisio I conquistò il potere dando inizio alla nuova Dinastia dei Dionisii. Siracusa divenne la capitale di un vasto stato denominato' Arcontato di Sicilia che aveva unificato sotto il proprio controllo, in una sorta di monarchia, tutta la Sicilia posta ad est del fiume Salso, inclusi pure molti centri abitati dai Siculi. Lo stato fondato da Dionisio I (poi governato dai suoi successori della dinastia dei Dionisii) era una potenza militare e commerciale di una certa importanza che sconfisse a più riprese i Cartaginesi, le poleis italiote, i Popoli italici; che stipulò accordi con i Galli per contrastare l'espansionismo romano e che fondò svariate colonie sull'Adriatico: le città di Ancona, Adria, Lissa e Alessio.
Il trentennio che seguì la cacciata di Dionisio II fu caratterizzato dalla pacifica e prospera fase repubblicana del Governo democratico di Timoleonte. Tuttavia nel 316 a.C., Agatocle, rovesciata con un golpe la democrazia, riprese la politica monarchico-autoritaria e imperialista di Dionisio I, proclamandosi " Βασιλεύς τῆς Σικελίας " (Basilèus tès Sikelìas) cioè "Re di Sicilia" e auto-incoronandosi alla maniera ellenistica dei Diadochi orientali. Il regno siracusano di Agatocle, nel periodo della sua massima espansione, aveva come confine occidentale il Fiume Platani, estendendosi sulla parte orientale della Sicilia; su Gela, su Akragas e sul suo circondario; su Selinunte; sui territori dei Siculi e dei Sicani (stanziati nell'interno), su Reghion, Locri e sull'estremità meridionale della Calabria. Solo l'estremità occidentale della Sicilia rimaneva in mano ai Cartaginesi che controllavano le città di Lilibeo, Drepanon e Panormo; mentre agli Elimi, loro alleati, appartenevano le città di Segesta, Erix, Entella, Elima, Iaitas e Nakone.
Dopo la morte di Agatocle e l'instaurazione di un regime repubblicano, il territorio dello stato di Siracusa si era progressivamente ridotto a favore dei Cartaginesi che avevano conquistato Akragas e Gela e dei Mamertini, (mercenari di stirpe sabellica che avevano combattuto per conto di Agatocle) che occuparono Messana facendone la base delle loro scorrerie che si concretizzavano in stragi e rapine. Finita la parentesi repubblicana e il breve regno di Pirro, nel 270 a.C., Gerone II fu proclamato "Basileus tes Sikelìas" dopo avere ottenuto successi contro i cartaginesi e dopo vittoriose azioni contro i Mamertini a Messana.
La guerra contro questi mercenari, alleati di Roma, per la riconquista di Messana (odierna Messina) lo spinse a un'innaturale e temporanea alleanza con Cartagine.

### L'accordo del 279 a.C.

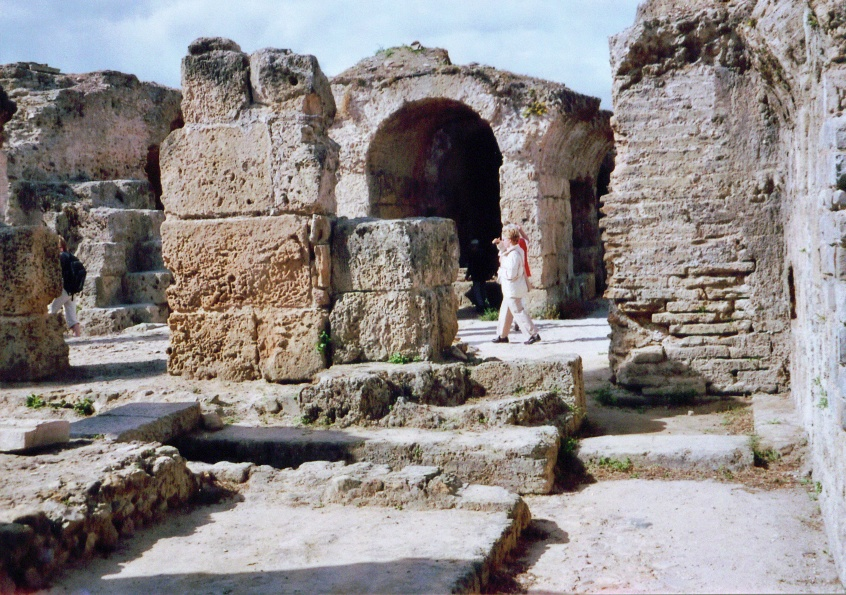
Cartagine, resti

La potenza navale di Cartagine si vide nel 279 a.C. attenta a non far dimenticare i suoi interessi sulle coste italiche e preoccupata di un possibile allargamento del regno di Pirro, greco e "imparentato" con Siracusa, Cartagine inviò una flotta di 120 navi che si ancorò nel porto di Ostia per forzare i romani, impegnati nella guerra con Pirro e che pensavano a continuare le ostilità. Cartagine così ottenne di avere mani più libere contro Siracusa e la stipulazione di un trattato (il quarto con Roma) nel quale le due potenze implicitamente spartivano le zone di influenza.
Il patto, oltre a promesse di aiuto economico e militare di Cartagine contro i greci, garantiva a Roma che i punici non si accordassero con Pirro (c'erano voci di accordi in proposito) mentre Roma era impegnata in combattimenti con Sanniti, Lucani e Bruzi. La zona di influenza di Roma veniva fissata nell'Italia peninsulare e proibiva ai romani di sbarcare in Sicilia se non per necessità di rifornimento o riparazioni navali. L'anno successivo, Pirro sbarcò con 8000 uomini a Catania e Taormina, allontanò i cartaginesi da Siracusa e conquistò praticamente tutta la Sicilia, ricostruendo quello che, pochi anni prima era stato il regno agatocleo, riducendo i punici al possesso del solo Capo Lilibeo. Due anni dopo dovette però rientrare in Italia e Cartagine ritornò sulle posizioni precedenti.

### Casus belli
Nel 288 a.C. i Mamertini, un gruppo di mercenari italici della Campania originariamente al servizio di Agatocle, tiranno di Siracusa, rimasti senza un signore alla morte di quest'ultimo avvenuta l'anno prima, occuparono la città di Messana (la moderna Messina), uccidendo tutti gli uomini e prendendone le donne. Nel 280 a.C., la vittoria di Pirro sui romani nella battaglia di Eraclea portò le popolazioni italiche a ritenere possibile la sconfitta di Roma e in alcuni casi a ribellarsi. La guarnigione romana di Rhegium (l'attuale Reggio Calabria) costituita da soldati campani, pensò di prevenire una sollevazione della popolazione e fece strage degli uomini, impossessandosi anche in questo caso dei beni e delle donne. Sconfitto Pirro nella battaglia di Maleventum del 275 a.C., i romani nel 270 a.C. decisero di riprendere Rhegium. Il console Gneo Cornelio Blasione pose l'assedio alla città, aiutato dalla flotta siracusana, e quando la guarnigione si arrese dopo una strenua difesa, deportò a Roma i sopravvissuti tra i 4000 che dieci anni prima avevano preso la città. Il senato chiese una punizione esemplare per quei soldati che si erano macchiati di crimini contro la popolazione e i superstiti furono condannati come scellerati. Vennero perciò tutti fustigati e decapitati.
In Sicilia invece i Mamertini saccheggiavano il territorio circostante Messana e si scontrarono col Regno siceliota indipendente di Siracusa che controllava ormai solo l'estrema propaggine sud-orientale della Sicilia, limitato ad ovest dal fiume Salso e a nord dal Fiume Alcantara e dai Monti Nebrodi. Gerone II di Siracusa divenuto tiranno e Basileus di Sicilia dal 270 a.C. nello stesso anno si scontrò con i Mamertini vicino Mylae, l'odierna Milazzo, sconfiggendoli nella battaglia presso il fiume che lo storico Polibio nelle sue Storie chiama Longanus nei "Campi Milesi". Alla sconfitta seguì la presa di Milazzo. I mamertini dopo il rovescio subito si rivolsero a Roma e Cartagine per ottenere assistenza militare. La prima a rispondere alla richiesta fu Cartagine che contattò il rivale Gerone per ottenere la cessazione di ulteriori azioni e nello stesso tempo convinse i mamertini ad accettare una guarnigione cartaginese a Messana. Forse perché non contenti della prospettiva di dover accogliere truppe cartaginesi in città, o forse convinti che la recente alleanza tra Roma e Cartagine contro Pirro confermava l'esistenza di relazioni cordiali tra le due potenze, i mamertini chiesero di allearsi anche con Roma, sperando di avere una protezione più affidabile. Ma la rivalità tra Roma e Cartagine era aumentata rispetto ai tempi della guerra con Pirro e, secondo lo storico Warmington, un'alleanza con entrambe le potenze in contemporanea non era possibile.
Secondo lo storico Polibio, vi fu un vasto dibattito a Roma per decidere se accettare la richiesta dei mamertini ed entrare in questo modo probabilmente in guerra con Cartagine. Se da un lato alcuni non ritenevano si dovesse andare in aiuto di soldati che ingiustamente avevano rubato una città ai legittimi proprietari, cosa recentemente punita nel caso di Rhegium, né fosse saggio violare il trattato precedente che imponeva ai romani di non mettere piede in Sicilia; d'altra parte molti non erano disposti a vedere espandersi ulteriormente il potere cartaginese in Sicilia, poiché lasciando i cartaginesi indisturbati a Messana, essi avrebbero dato a questi la possibilità di un successivo confronto con Siracusa, sconfitta la quale la conquista della Sicilia sarebbe stata completa.
Ciò avrebbe reso strategicamente meno sicuri gli interessi romani nel sud della penisola, con il dominio cartaginese tanto vicino ad essa. Il senato, riluttante a imbarcarsi in un'impresa tanto rischiosa, arrivò ad uno stallo e la questione venne rimessa all'assemblea popolare: qui maggior voce in capitolo aveva la parte mercantile e popolare di Roma, che era anche interessata al possibile controllo delle ricchezze e delle scorte di grano in Sicilia (isola già nota per le risorse soprattutto nelle città siceliote), nonché alla possibilità di fondare colonie per aprire nuovi mercati e allentare la pressione sociale e demografica nella capitale. Così in assemblea fu deciso di accettare la richiesta dei mamertini. Venne posto il console Appio Claudio Caudice a capo di una spedizione militare con l'ordine di attraversare lo stretto di Messina, cosa che avvenne nel 264 a.C.

## Guerra

### Prima fase: guerra sulla terra

La prima fase della prima guerra punica
1. Arrivo dei romani e avanzata contro i siracusani a Messina (264 a.C.)
2. I romani sconfiggono separatamente prima i Siracusani poi i Cartaginesi e avanzano verso Siracusa
3. I romani proteggono il fianco dell'avanzata conquistando Adranon e assediando Centuripae che si arrende
4. Catania si arrende
5. I romani mettono sotto assedio Siracusa. Gerone II chiede la pace e diventa alleato di Roma
6. I romani conquistano Agrigento (262 a.C.)
7. Enna e Halaesa si arrendono a Roma

La guerra terrestre, un tipo di guerra che Roma conosceva bene, giocò un ruolo secondario nella prima guerra punica. Le operazioni rimasero confinate ad alcune scaramucce fra le forze in campo, con solo qualche vera battaglia. In genere si assistette ad assedi e blocchi di comunicazioni che furono le sole operazioni degli eserciti. Lo sforzo maggiore fu posto nei tentativi di chiudere i porti principali della Sicilia, in quanto nessuno dei due contendenti possedeva città vere e proprie o basi militari nell'isola, le quali erano necessarie per poter rifornire le truppe di viveri, materiali ed effettivi.
Ciononostante almeno due battaglie di larga scala furono combattute durante questa guerra. Nel 262 a.C. Roma assediò Agrigento in un'operazione che coinvolse entrambi gli eserciti consolari per un totale di quattro legioni (circa 20000 legionari e 2000 cavalieri) e che tenne campo per molti mesi.
La guarnigione cartaginese di Agrigento riuscì a chiedere rinforzi che giunsero, guidati da Annone. I romani passarono quindi da assedianti ad assediati e, perso il supporto di Siracusa, dovettero costruire un vallo per la propria difesa dalle sopraggiungenti forze cartaginesi. Dopo alcune schermaglie si venne a una vera battaglia, la battaglia di Agrigento, che fu vinta dai romani, le cui legioni erano più disciplinate ed efficienti delle armate cartaginesi, composte invece da mercenari. Immenso fu il bottino e il saccheggio del campo che durò buona parte della notte. Se Annibale Giscone, comandante delle truppe ad Agrigento, avesse disposto di forze sufficienti forse avrebbe potuto infliggere gravi perdite ai romani intenti al bottino ma i superstiti dopo sette mesi di assedio erano così sfiniti e sfiduciati che preferirono la fuga. Durante la notte, senza esser visti dai Romani, uscirono dalla città e raggiunsero la flotta.
La seconda operazione terrestre su grande scala fu quella di Marco Atilio Regolo. Fra il 256 a.C. e il 255 a.C. Roma tentò di portare la guerra in Africa invadendo le colonie cartaginesi. Fu costruita una grande flotta sia per il trasporto delle truppe e dei rifornimenti sia per la protezione dei convogli. Cartagine cercò di fermare questa operazione ma venne sconfitta nella Battaglia di Capo Ecnomo. Le legioni di Attilio Regolo sbarcarono in Africa senza grosse difficoltà e iniziarono a saccheggiare il territorio per costringere l'esercito cartaginese ad entrare in azione. Questa campagna ebbe risultati contrastanti. All'inizio Regolo vinse l'esercito cartaginese nella battaglia di Adys forzando Cartagine a chiedere la pace. Furono però presentate condizioni tanto pesanti che i negoziati fallirono e Cartagine, assunto il mercenario spartano Santippo per riorganizzare le proprie forze, riuscì a fermare l'avanzata romana.
Santippo sconfisse Regolo nella battaglia di Tunisi e lo catturò. L'invasione romana dell'Africa ebbe fine con la vittoria cartaginese. Verso la fine della guerra, nel 249 a.C. Cartagine inviò in Sicilia il generale Amilcare (il padre di Annibale). Amilcare riuscì a porre sotto il suo controllo la maggior parte dell'interno dell'isola e Roma dovette risolversi ad affidarsi a un dittatore per risolvere il problema. Le forze terrestri di Amilcare non furono mai sconfitte. D'altra parte la guerra doveva chiaramente essere decisa sul mare. E sul mare avvenne lo scontro decisivo. La battaglia delle Isole Egadi del 241 a.C. vinta dalla flotta romana, segnò la fine della prima guerra punica, dimostrando, in questo caso, la scarsa importanza delle battaglie terrestri.

### Seconda fase: guerra per mare
A causa delle difficoltà di operare in Sicilia, la maggior parte della prima guerra punica, comprese le battaglie più decisive, fu combattuta in mare, uno spazio ben noto alle flotte cartaginesi che da secoli lo percorrevano vincenti. In più, la guerra navale permetteva il blocco dei porti nemici con il conseguente possibile o mancato rinforzo per le truppe a terra. Entrambi i contendenti dovettero investire pesantemente nell'allestimento delle flotte e questo diede fondo alle finanze pubbliche sia di Roma che di Cartagine. Probabilmente segnò il corso della guerra.

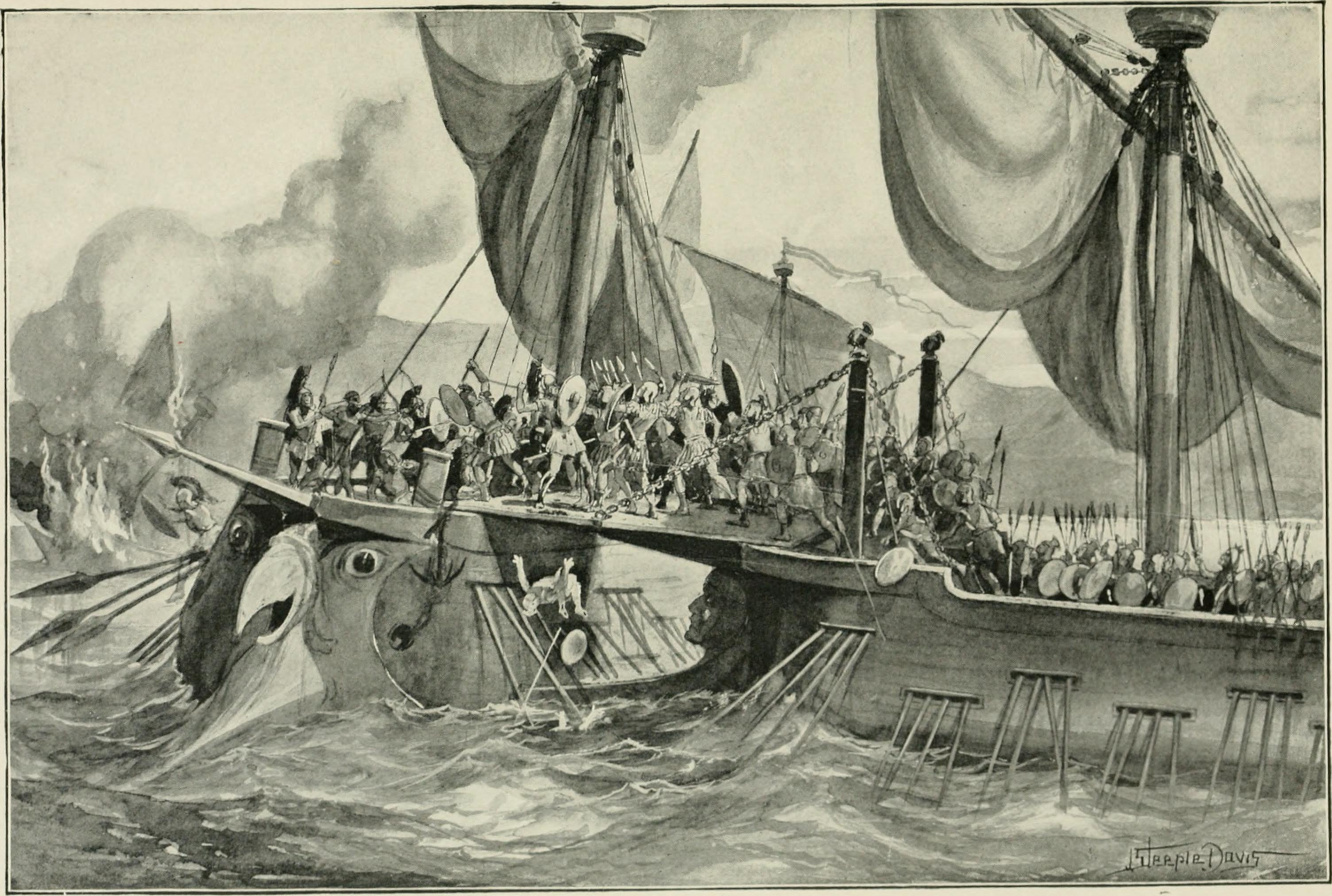
Scontro in mare tra le flotte romana e cartaginese

All'inizio della prima guerra punica, Roma non aveva nessuna esperienza di guerra navale. Le sue legioni erano vittoriose da secoli nelle terre italiche ma non esisteva una Marina, tanto meno una Marina militare. Nondimeno il Senato comprese immediatamente l'importanza del controllo del Mediterraneo centrale nel prosieguo del conflitto. La prima grande flotta fu costruita dopo la battaglia di Agrigentum del 261 a.C. che fu vinta
ma che mise in evidenza l'importanza del controllo delle linee di comunicazione nemiche.
Roma mancava della tecnologia navale e quindi dovette costruire una flotta basandosi sulle triremi e quinqueremi cartaginesi catturate. Per compensare la mancanza di esperienza in battaglie fra navi, Roma sviluppò una tecnica di combattimento che permetteva di sfruttare la conoscenza delle tattiche di combattimento terrestri in cui era maestra. Le navi romane furono equipaggiate con uno speciale congegno d'abbordaggio: il corvo. Questo congegno agganciava le navi nemiche e permetteva alla fanteria di combattere quasi come sulla terraferma. L'efficienza di quest'arma fu provata per la prima volta nella battaglia di Milazzo, la prima vittoria navale romana; e continuò ad essere provata negli anni successivi, specialmente nella dura Battaglia di Capo Ecnomo.
L'aggiunta del corvo forzò Cartagine a rivedere le sue tattiche militari e, poiché ebbe serie difficoltà in questo senso, Roma pervenne ad un vantaggio anche in campo navale. In seguito, con la crescita dell'esperienza romana nella guerra navale, il corvo fu abbandonato a causa del suo impatto sulla navigabilità dei vascelli da guerra. Nonostante le vittorie romane sul mare, la Repubblica fu il belligerante che ebbe maggiori perdite, sia in vascelli che in equipaggi, in larga parte a causa di tempeste. In almeno tre occasioni (255 a.C., 253 a.C. e 249 a.C.) intere flotte furono distrutte dal maltempo. Il peso dei corvi sulle prue delle navi, diminuendone la manovrabilità, contribuì ai disastri. Tuttavia maggior peso ebbe la circostanza che Roma non ritenne necessario specializzare una parte delle sue forze armate alla guerra sul mare. Non esisteva il concetto di ufficiali o sottoufficiali di marina e il comando della flotta era, di norma, affidato a un Console, una carica politica elettiva di durata annuale, che non presupponeva in alcun modo la conoscenza dell'arte della marineria.
Verso la fine della guerra Cartagine comandava sul mare in quanto il Senato non disponeva di risorse sufficienti a finanziare la costruzione di un'altra flotta, che tuttavia venne comunque armata attingendo a donazioni volontarie di cittadini facoltosi. La prima guerra punica fu decisa dalla battaglia delle Isole Egadi (10 marzo 241 a.C.) vinta dalla flotta romana sotto la guida del console Gaio Lutazio Catulo. Cartagine, persa la maggior parte delle navi della flotta inviata in soccorso di Amilcare, assediato negli ultimi ridotti siciliani sull'estremità occidentale dell'isola, fu economicamente incapace di varare un'altra flotta o di trovare nuovi equipaggi. Senza navi che gli consentissero i collegamenti con la madrepatria, Amilcare, in Sicilia, fu costretto ad arrendersi.

## Conseguenze

Riepilogo completo della prima guerra punica

### Le reazioni immediate
Roma vinse la prima guerra punica alla fine di 23 anni di combattimenti, fra alterne vicende, e alla fine sostituì Cartagine come maggiore potenza del Mediterraneo occidentale. Nel dopoguerra entrambi i contendenti erano finanziariamente e demograficamente esausti. La vittoria di Roma fu per lo più dovuta alla persistenza delle sue istituzioni (Senato in primis) nel non ammettere la sconfitta e nel non accontentarsi di nulla di meno di una vittoria totale, al contrario delle istituzioni cartaginesi, spesso paralizzate da inesauribili lotte intestine, che causarono spesso atteggiamenti ondivaghi nella conduzione strategica della guerra. Inoltre, la capacità della Repubblica di attrarre investimenti privati nello sforzo bellico, incanalando il patriottismo dei cittadini per trovare navi e uomini, fu uno dei fattori decisivi, specialmente se a paragone con l'apparente mancanza di volontà della nobiltà cartaginese di rischiare le proprie fortune per il bene comune. Inoltre, mentre per Roma l'esercito era formato di coscritti, tenaci, esperti nell'arte militare e motivati dalla difesa della patria, Cartagine affidava le sorti belliche a mercenari, poco disposti al sacrificio personale. Questa differenza di attitudini giocò un ruolo decisivo per l'esito finale di numerosi eventi.

#### Perdite
È quasi impossibile determinare le perdite per i due contendenti. Le fonti storiche normalmente tendono ad aumentare il valore di Roma. Comunque, (escludendo la guerra terrestre), si consideri che:
- Roma perse 700 navi (massimamente per cattive condizioni atmosferiche) e almeno una parte degli equipaggi,
- Cartagine perse 500 navi e almeno parte degli equipaggi
- Ogni equipaggio era composto mediamente da 100 uomini.

Se ne trae la conclusione che le perdite di uomini furono pesanti per entrambe le parti. Lo storico Polibio commenta che la prima guerra punica fu per l'epoca la più distruttiva in termini di vite umane nella storia bellica, comprese le campagne di Alessandro Magno, e questo può dare un'idea delle dimensioni. Guardando ai dati del censimento romano del III secolo, A. Galsworthy notava come durante il conflitto Roma avesse perso circa 50000 cittadini. E questo escludendo le truppe ausiliarie e ogni altro partecipante al conflitto che non avesse avuto il rango di civis romanus; queste perdite non erano determinabili.

#### Condizioni di pace
Le condizioni poste da Roma furono particolarmente pesanti per Cartagine che dovette accettarle, non essendo in posizione di poter trattare.
Queste imponevano che Cartagine dovesse:
- evacuare la Sicilia,
- restituire i prigionieri di guerra senza ottenere riscatto mentre doveva riscattare i propri prigionieri,
- impegnarsi a non attaccare Siracusa, governata da Gerone II, e i suoi alleati,
- perdere il controllo del mar Mediterraneo,
- consegnare a Roma il possesso di un gruppo di piccole isole a nord della Sicilia,
- pagare un'indennità di guerra di 1000 talenti immediatamente e 2200 talenti in 10 rate annuali.

Altre clausole determinavano che nessun attacco poteva essere effettuato dalle due parti verso gli alleati degli altri e fu proibito a entrambi di raccogliere truppe nel territorio della parte avversa. Questo impediva ai cartaginesi, che facevano largo uso di mercenari, soprattutto libici, di accedere alle forze mercenarie inquadrate fra le legioni e quindi alla tecnologia e alla superiore tecnica militare romana.

### L'impatto sulla storia
Nel dopoguerra Cartagine non aveva virtualmente fondi e non fu in grado nemmeno di pagare le truppe mercenarie smobilitate. Questo portò ad un conflitto interno, la rivolta dei mercenari, vinta dopo durissimi combattimenti da Amilcare Barca. Forse il risultato politico più immediato della prima guerra punica fu la caduta di Cartagine come principale forza navale. Le condizioni poste a Cartagine ne compromisero la situazione economica e impedirono la rinascita della città. Le indennità richieste da Roma causarono un aggravio ulteriore per le finanze dello Stato e forzarono i cartaginesi verso la ricerca di altre aree economiche per trovare i fondi da versare a Roma.
Tutto ciò causò l'aggressione dell'interno dell'Iberia e lo sfruttamento intensivo delle sue miniere d'argento. E alla fine portò alla seconda guerra punica. Per Roma, la fine della prima guerra punica segnò l'inizio dell'espansione fuori dalla penisola italiana. La Sicilia, tranne Siracusa, anziché un alleato, divenne la prima provincia romana governata da un pretore. Qualche anno dopo nel 238 a.C. vennero aggiunte Sardegna e Corsica (sempre tolte agli ormai inermi cartaginesi approfittando della rivolta dei mercenari).

## Cronologia

Principali battaglie e assedi della prima guerra punica

- 265 a.C. - I Mamertini, sotto l'attacco di Gerone II di Siracusa che voleva cacciarli da Messana (Messina), chiedono assistenza a Cartagine. Ottenutala e ritiratisi i siracusani, i Mamertini chiedono aiuto a Roma per affrancarsi dai cartaginesi.
- 264 a.C. - Sbarco in Sicilia di forze romane comandate dal console Appio Claudio Caudice. I romani sconfiggono nella battaglia di Messina dapprima i siracusani e poi i cartaginesi.
- 263 a.C. - Truppe romane passano lo stretto su navi fornite da Taranto, Locri e altre città greche. I cartaginesi si ritirano ad Agrigento. Il console Manio Valerio Massimo Messalla giunto da Roma con altri soldati, pone l'assedio a Siracusa e costringe Gerone II ad un'alleanza con Roma.
- 262 a.C. - Le forze cartaginesi si rinchiudono ad Agrigento, la città viene assediata dai romani che la espugnano dopo sette mesi. Segesta si allea con Roma.
- 261 a.C. - Vittoria romana e saccheggio di Agrigento. I cartaginesi riescono a evacuare la guarnigione. Roma decide di costruire una flotta per contrastare il dominio cartaginese dei mari. Si apprestano 100 quinqueremi e 20 triremi nei cantieri delle città greche. 30000 rematori, in gran parte contadini italici, vengono addestrati a remare su "navi virtuali" nello stesso ordine in cui, dopo, avrebbero dovuto remare.
- 260 a.C. - Prima battaglia navale (battaglia delle Isole Lipari) e disastro per Roma per l'imperizia del console Gneo Cornelio Scipione (detto poi Asina). Subito dopo, però, l'altro console, Gaio Duilio, vince la battaglia di Milazzo con l'aiuto dei "corvi".
- 259 a.C. - Il conflitto terrestre si estende alla Sardegna e alla Corsica, dove viene conquistata Alalia.
- 258 a.C. - Battaglia navale di Sulci Tirrenica, vittoria romana. L'Ammiraglio cartaginese Annibale Giscone sconfitto è crocifisso dai suoi soldati
- 257 a.C. - Battaglia navale di Tindaride, vittoria romana. Roma decide di riprendere la politica aggressiva di Agatocle. Viene apprestata una flotta di 230 navi quinqueremi.
- 256 a.C. - Con la nuova flotta, sulla quale sono imbarcati 97000 uomini, i romani tentano di invadere l'Africa. Cartagine le oppone una flotta di 250 navi con 150000 uomini. La risultante battaglia di Capo Ecnomo è la più grande battaglia navale dell'antichità e la maggiore vittoria di Roma. La flotta romana, guidata dai consoli Lucio Manlio Vulsone e Marco Attilio Regolo in formazione a cuneo si inserisce nella formazione cartaginese, rischia di essere circondata ma riesce a prevalere per l'uso dei "corvi". Roma, raggiunta la superiorità navale oltre che terrestre, sbarca le truppe in Africa, a Clupea, e avanza verso Cartagine. La battaglia di Adys e l'espugnazione di Tunisi da parte dei 15000 uomini di Atilio Regolo segna il primo successo romano in Africa e Cartagine chiede la pace. I negoziati non portano ad un accordo e la guerra continua.
- 255 a.C. - I cartaginesi assoldano il generale spartano Santippo per organizzare la difesa. Regolo a causa di un errore di valutazione delle forze, viene sconfitto nella battaglia di Tunisi. Il console viene catturato, le truppe romane sopravvissute (solo 2000 uomini) raggiungono Clupea e vengono evacuate dalla flotta di 350 navi che però viene distrutta da un naufragio durante il viaggio di ritorno verso la Sicilia.
- 254 a.C. - Viene costruita una nuova flotta di 220 navi per sostituire quella distrutta dalla tempesta e si apre una leva per un nuovo esercito. I romani vincono a Palermo dove fanno 27000 prigionieri di cui 13000 vennero venduti come schiavi, ma non riescono a compiere passi significativi nella guerra. Contrattacco cartaginese respinto dalle forze di Cecilio Metello che nel suo trionfo, porta a Roma degli elefanti. Cinque città greche in Sicilia passano da Cartagine a Roma.
- 253 a.C. - Roma continua nella politica di portare la guerra in Africa, nella costa della Sirte, a est di Cartagine. Dopo un anno senza significativi successi la flotta ritorna in patria. Durante il ritorno i romani sono nuovamente presi dalla tempesta e perdono 150 navi.
- 251 a.C. - Nuova vittoria romana a Palermo contro i cartaginesi condotti da Asdrubale. Come risultato delle ultime sconfitte Cartagine rinforza la guarnigione in Sicilia e riconquista Agrigento.
- 250 a.C. - I romani, dopo aver rinforzato le guarnigioni e costruita una strada fra Agrigento e Palermo iniziano l'assedio di Lilibeo con forze di terra e 200 navi. Insuccesso.
- 249 a.C. - Roma, nel tentativo di forzare il porto perde quasi tutta la flotta nella battaglia di Trapani. Si dà la colpa al deprimente effetto ottenuto dal console Claudio Pulcro che fece gettare in mare i polli augurali che non beccavano il mangime (cosa ritenuta di cattivo augurio). La frase del console: "se non vogliono mangiare, che bevano" è diventata famosa. Il console Giunio Pullo perde, ancora una volta per la tempesta, la sua flotta ma riesce a conquistare Erice. Aulo Atilio Calatino viene nominato dittatore e inviato in Sicilia.
- 248 a.C. - 243 a.C. - Battaglie di bassa intensità in Sicilia. Scorrerie di entrambi i contendenti in territorio nemico. A causa delle condizioni economiche disastrose, Cartagine non riesce ad ottenere da Tolomeo Filadelfo, re dell'Egitto, un prestito di 2000 talenti. Ma anche Roma non naviga nell'oro e per contenere le spese limita le unità necessarie a 60 navi. Amilcare Barca compie vittoriose incursioni in Sicilia e prende prigioniero Giunio Pullo. Nessuna battaglia navale importante. Vengono intavolate trattative per la pace ma Atilio Regolo, inviato a Roma per patrocinarla, intuendo che Cartagine era quasi esausta si oppone.
- 242 a.C. - Con un estremo sforzo Roma riesce a costruire una nuova flotta ricorrendo anche a finanziamenti privati. Vengono allestite 219 navi. Cartagine viene colta di sorpresa da questo riacutizzarsi di una guerra che si stava trascinando senza grandi novità. I romani riescono a occupare Draepanum (l'odierna Trapani) e il porto di Lilybaeum (l'odierna Marsala) viene bloccato.
- 241 a.C. - Il 10 marzo avviene la battaglia delle Egadi con la decisiva vittoria di Roma. Le navi cartaginesi, cariche di rifornimenti per la Sicilia, non riescono a manovrare e fuggono. Cartagine perde 120 navi e 10000 uomini vengono catturati. Il comandante Annone finisce sotto processo per la sconfitta e viene condannato a morte. Cartagine è costretta ad accettare le condizioni di pace. Termine della prima guerra punica.